# Dance Me to the End of Love
"Dance Me to the End of Love" pjesma je kanadskog glazbenika Leonarda Cohena iz 1984. Prvi put objavljena je na njegovom albumu Various Positions. Mnogobrojni glazbenci izvodili su svoje inačice ove pjesme. 

## Originalna inačica Leonarda Cohena
"Dance Me to the End of Love" pjesma je koja je prvi put objavljena na Cohenovom albumu iz 1984. Various Positions. Pjesma slijedi tipični grčki hasapiko (gr. χασάπικο) plesni ritam, vjerojatno kao posljedica Cohenovog dugog obitavanja na grčkom otoku Hidra. Iako zvuči kao ljubavna pjesma, "Dance Me to the End Of Love" je u biti pjesma inspirirana Holokaustom
Welcome Books je 1996. objavio knjigu Dance Me to the End of Love, kao dio Cohenove "Art & Poetry" serije, stavljajući Cohenove stihove pored slika Henria Matissea.

## Druge obrade
- Kate Gibson - na soundtracku Strange Days 1995.
- Thalia Zedek – na njenom albumu Been Here and Gone 2001.
- Antonis Kalogiannis – na grčkom jeziku pod nazivim Chorepse Me (Dance Me)[1]
- Jorge Drexler – na njegovom albumu Cara B 2008.
- Misstress Barbara – na albumu I'm No Human2009.
- The Civil Wars – na njihovom albumu Live at Eddie's Attic 2009. i Barton Hollow 2011.
- Patricia O'Callaghan – na albumu Matador: The Songs of Leonard Cohen 2012.
- Klezmer Conservatory Band – na njihovom albumu Dance Me to the End of Love 2000.[2]
- Zorita –  na njihovom albumu "Amor Y Muerte"on their 2012.
- Madeleine Peyroux -  na njenom albumu Careless Love 2004.
- Dustin Kensrue – na live albumu Thoughts That Float on a Different Blood2016.
- Sting izvodi ovu pjesmu 2017. na albumu Tower of Song: A Memorial Tribute to Leonard Cohen concert[3]